# Roberto Della Torre
Roberto Della Torre (Taranto, 29 ottobre 1939) è un politico italiano.

## Biografia
Nato a Taranto nel 1939, è stato per molti anni presidente dell'Istituto autonomo case popolari e responsabile amministrativo della Democrazia Cristiana a livello regionale. Ricoprì più volte la carica di consigliere comunale nella sua città.
Nel maggio 1990, poco prima delle elezioni comunali, venne ferito alle gambe con armi da fuoco da due banditi che erano entrati nella sede del suo comitato elettorale per una rapina. Dal 1991 al 1993 fu sindaco di Taranto.